# Harrison (New York)
Harrison ist eine Town und gleichzeitig ein Village im Westchester County des Bundesstaats New York mit einer Einwohnerzahl von 27.472 (Stand: 2010). Sie bildet eine Vorstadt von New York City. Innerhalb von Harrison befindet sich der Weiler Purchase.

## Geschichte
Harrison wurde 1696 durch ein Patent gegründet, das die britische Regierung John Harrison und drei anderen erteilte, die ein Jahr zuvor mit den einheimischen Ureinwohnern verhandelt hatten, um ein Gebiet oberhalb des Westchester Path (ein alter Weg, der von Manhattan nach Port Chester führte) und unterhalb des Rye Lake zu erwerben. Eine lokale Legende besagt, dass Harrison 24 Stunden Zeit hatte, um mit seinem Pferd um das Gebiet zu reiten, das er beanspruchen konnte, und dass das Pferd nicht schwimmen konnte oder sich nicht die Füße nass machen wollte, aber dies ist Folklore. Tatsächlich war das Land unterhalb des Westchester Path und entlang des Long Island Sound bereits von den Siedlern von Rye, New York, gekauft und teilweise erschlossen worden.
Das Gebiet, aus dem Harrison wurde, war 1661 oder 1662 und erneut 1666 an Peter Disbrow, John Budd und andere Investoren oder frühe Bewohner von Rye verkauft worden. Disbrow und Budd verloren offenbar ihre Papiere und das Land wurde schließlich 1696 an Harrison und seine Mitinvestoren vergeben. Die Einwohner von Rye waren so aufgebracht, dass sie sich der Kolonie Connecticut anschlossen, bis der englische König 1700 anordnete, dass Rye wieder der Kolonie New York beitreten sollte.
Die ersten dauerhaften Bewohner von Harrison's Purchase, wie es genannt wurde, kamen um 1725 an, und viele frühe Siedler waren Quäker, die ein Friend's Meeting House in einer Siedlung errichteten, die sich in dem Teil von Harrison befand, der heute Purchase heißt. Harrison's Purchase wurde von den Siedlern von Rye gemeinsam verwaltet, bis es am 7. März 1788 durch ein Gesetz der Legislative des Staates New York als Town gegründet wurde. Seit 1975 besitzt die Town zusätzlich den Status als Village.

## Demografie
Nach einer Schätzung von 2019 leben in Harrison 28.943 Menschen. Die Bevölkerung teilt sich auf in 79,7 % Weiße, 5,2 % Afroamerikaner, 0,6 amerikanische Ureinwohner, 8,0 % Asiaten und 2,8 % mit zwei oder mehr Ethnizitäten. Hispanics oder Latinos aller Ethnien machten 12,9 % der Bevölkerung aus. Das mittlere Haushaltseinkommen lag bei 123.030 US-Dollar und die Armutsquote bei 5,6 %.

## Bildung
Die State University of New York at Purchase und das Manhattanville College befinden sich in Harrison. Hier befindet sich auch die Keio Academy of New York, eine private japanische Schule.

## Wirtschaft
Apollo Global Management, Atlas Air, Pepsi und Mastercard haben ihre jeweiligen Hauptsitze in Harrison.